# 約翰·羅爾夫
約翰·羅爾夫（英語：John Rolfe，1585年—1622年3月），又名約翰·拉爾夫，是北美早期的英國殖民者之一。1611年，他在維吉尼亞殖民地首次成功種植出煙草，作為可出口的經濟作物。

## 生平
約翰·羅爾夫出生於英格蘭諾福克郡希查姆（Heacham），是同名父親約翰·羅爾夫和多羅西亞·梅森（Dorothea Mason）的兒子，于1585年5月6日受洗為天主教徒。在17世紀初，利潤豐厚的煙草貿易被另一個海上強權國家西班牙所壟斷。特別是大多數較南方的西班牙殖民地氣候比英國的定居點更適合煙草的生長種植（包含1607年的詹姆斯敦）。隨著殖民地煙草需求量的增加，英格蘭和西班牙之間的貿易平衡愈顯重要。同為商人的約翰·羅爾夫便在英格蘭維吉尼亞殖民地種植菸草，來削弱西班牙進口所帶來的貿易失衡。儘管西班牙以死刑作為向非西班牙人出售煙草種子的懲戒，約翰·羅爾夫仍然得到一種當時流行煙草品種，成功在南美洲的千里達島種植。

### 航向弗吉尼亞
詹姆斯敦是由「倫敦維吉尼亞公司（Virginia Company of London）」所派遣的殖民隊伍在1607年5月14日所建立的。然而這個殖民地與早期的英國定居點一樣，都陷入物資短缺的困境。1608年，由克里斯托弗·紐波特（Christopher Newport） 曾兩次載運補給品抵達；第三次則在1609年，維吉尼亞公司的新旗艦，「海洋冒險號（Sea Venture）」載著數百名新定居者和補給品橫渡大西洋，船上也搭載著約翰·羅爾夫和他的妻子莎拉·哈克。
1609年5月，第三批補給艦隊帶著七艘大船與兩艘較小的衛船離開英格蘭前往百慕達。但在北大西洋南方，艦隊遇上了一場為期三天的風暴。威力強大的颶風將艦隊吹散開來，旗艦「海洋冒險號（Sea Venture）」也無法倖免，破損進水。在無法進行修復的狀況下，船艙快速的進水。為防止沉沒，維吉尼亞公司的海軍上將喬治·薩默斯爵士（George Somers）決定將它駛入百慕達的珊瑚礁，此一決定拯救了艦上 150 名乘客和船員以及 1 條狗，這也是百慕達後來也被稱為「薩默斯群島（The Somers Isles）」的由來。大多數的生還者在百慕達停留了十個月，同時他們也建造了兩艘小船計畫繼續前往詹姆斯敦。然而，許多人並没有機會完成此次旅程，他們有的是在出發前就死亡，有的在海上遇難，包含那艘修好的海洋冒險號（Sea Venture），也張上了帆，被派往詹姆斯敦，但他們出發後自此音信全無。然而，百慕達還是有留下少數繼續代表英格蘭的殖民。也正因爲如此，雖然維吉尼亞公司的憲章直到1612年才擴展到百慕達，但百慕達殖民地的定居日期是从1609年就開始了。被埋葬在百慕達的人中有約翰·羅爾夫的妻子和他年幼的女兒百慕達·羅爾夫。
1610年5月，這兩艘新建的船隻從百慕達啟航，載著142名人員，包括約翰·羅爾夫、喬治·薩默斯（George Somers）、斯蒂芬·霍普金斯（ Stephen Hopkins）和托馬斯·蓋茨（Thomas Gates）爵士。 抵達詹姆斯敦後，他們發現維吉尼亞殖民地幾乎被飢荒和疾病摧毀。由於先前遇到的海難，這次能帶去的補給很少，加上海上的風暴，只有 60 名成員安全抵達。好在這兩艘來自百慕達的船到來，以及德拉瓦爾勳爵（Lord De La Warr）於1610年6月10日指揮的另一支救援艦隊的到來，才避免棄守詹姆斯敦，英格蘭殖民地得以倖存。 最終在約翰定居後，才開始了他延宕已久的煙草事業。

### 奥里諾科烟草：種出的黃金
在與西班牙爭奪歐洲煙草市場的同時，除了西班牙定居點享有的溫暖氣候之外，還有另一個問題。 英國殖民者不喜歡維吉尼亞本地種植的煙草味道，更無法吸引英國本地的市場。然而，約翰·羅爾夫手中有一張秘密取得的西班牙的王牌，這從千里達（Trinidad）引進更甜的品種是奥里諾科煙草（cultivate Nicotiana tabacum）的種子。 1611年，他成功在北美完成商業化的煙草種植； 隔年開始出口這種廣受歡迎的煙草，幫助維吉尼亞殖民地幾乎變成了一個炙手可熱的新興企業。 他將他在維吉尼亞種植的煙草品種命名為“Orinoco”，可能是為了紀念煙草普及者華特·雷利（Walter Raleigh）爵士於1580年代在圭亞那的奧里諾科河上游探險，尋找傳奇的黃金城埃爾多拉多（El Dorado）。奧里諾科煙草的吸引力在於它的尼古丁，以及它在社交場合中所能提的歡愉氣氛。
1612年，約翰·羅爾夫沿著詹姆斯河，於詹姆斯敦上游約30英里（50公里）處，建立了瓦里納（Varina）農場來種植煙草。與托馬斯戴爾（Sir Thomas Dale）爵士在亨利克斯（Henricus）的漸進式開發區隔河相望。1614年3月，第一批收穫的四桶菸葉從弗吉尼亞出口到英國。不久之後，羅爾夫和其他人出口了大量新的經濟作物。 新的種植園開始沿著詹姆斯河生長，使用沿河的碼頭出口貨物。

### 寶嘉康蒂

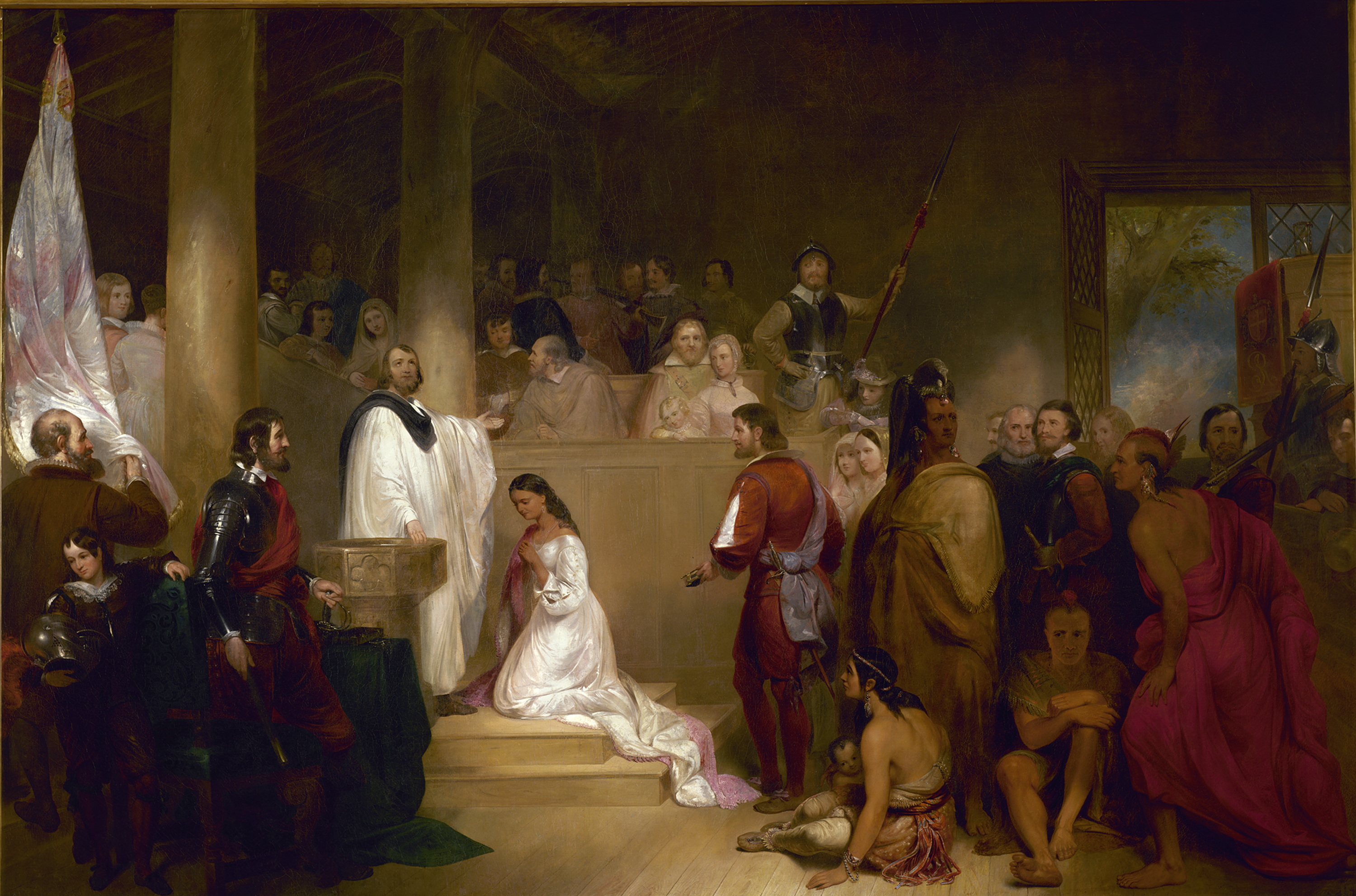
羅爾夫（右，站在寶嘉康蒂後）在描繪「寶嘉康蒂的洗禮」，1840年，由約翰·加兹查普曼

1614年4月5日，約翰·羅爾夫與當地美洲原住民領袖波瓦坦的女兒寶嘉康蒂結婚，由理查德·巴克（Richard Buck）主持了他們的婚禮。於此一年前，寶嘉康蒂接受亞歷山大·惠特克（Alexander Whitaker）爲之洗禮成為基督徒，並在受洗時將她的名字命名為麗貝卡（Rebecca）。波瓦坦給了這對新婚夫婦在詹姆斯敦的詹姆斯河對面一片佔地數千英畝的土地作為禮物。但他們從未生活在那裡，而是在羅爾夫的種植園（Varina Farms）住了兩年，該農場與新的亨利克斯（Henricus）社區隔著詹姆斯河。
他們的婚姻維繫了詹姆斯敦殖民者和波瓦坦部落之間幾年的和平氣氛。1615年，拉爾夫·哈莫 (Ralph Hamor) 寫道：“自婚禮以來，我們不僅與波瓦坦，而且與我們周圍的居民進行了友善的往來和貿易。”他們的兒子托馬斯·羅爾夫（Thomas Rolfe）也於1615年1月出生。
1615年，約翰·羅爾夫和麗貝卡帶著他們年幼的兒子，隨指揮官塞繆爾·阿爾加爾 (Samuel Argall) 返回英國。他們於6月12日抵達普利茅斯港。對英國社會而言，麗貝卡身為北美洲原住民卻成為英國商人妻子，她的到來，引起了輿論高度的關注，連皇室也不例外。他們定居在布倫特福德。然而，當他們準備在1617年3月返回弗吉尼亞時，麗貝卡卻病倒了。最終，她被葬在格雷夫森德的聖喬治教堂。他們兩歲的兒子托馬斯在被劉易斯·斯圖克利爵士收養後又被約翰的兄弟亨利·羅爾夫收養。 約翰·羅爾夫和托莫科莫（Tomocomo）則回到弗吉尼亞。